# Acido carbocerico
L'acido carbocerico, conosciuto anche come acido eptacosanoico o acido eptacosilico, è un acido carbossilico appartenente alla classe dei cosiddetti acidi grassi saturi avente una catena carboniosa formata da 27 atomi di carbonio e formula chimica CH3(CH2)25COOH. Dato un simile numero di carboni, maggiore di 22, a formare la catena, l'acido carbocerico è classificabile come acido grasso a catena molto lunga.
Praticamente insolubile in acqua, è solubile invece in etanolo, eteri, cloroformio, solfuro di carbonio e trementina.

## Fonti
Comuni fonti dell'acido carbocerico, da cui esso può essere estratto attraverso frazionamento, sono la cera di lignite, la cera di torba e la cera cinese, dove si trova sotto forma di estere.
L'acido carbocerico si trova anche in piccole percentuali in molte piante, ad esempio in alcune specie del genere Rhododendron, come la Rhododendron luteum, e soprattutto del genere Salvia, come la Salvia hypargeia, la Salvia caespitosa e la Salvia cilicica, tre specie di salvia caratteristiche della Turchia utilizzate nella produzione di olio di semi di salvia.

## Tossicità
Come accade per molti altri acidi grassi a catena lunga, i quali, non potendo essere metabolizzati nei mitocondri devono essere lavorati nei perossisomi, anche nel caso dell'acido carbocerico, patologie da accumulo perossisomiale possono essere associate a difetti del suo metabolismo. Il particolare, questo acido è spesso associato all'adrenoleucodistrofia (ALD), una malattia genetica rara dei perossisomi, dovuta più correttamente a un mancato collegamento fra questi e il gene ABCD1, localizzato nella regione Xq28 del cromosoma X. Tale malattia porta a un accumulo nel sangue e nei tessuti di queste sostanze, con un conseguente effetto distruttivo sulla mielina, un tessuto grasso complesso del tessuto neuronale che ricopre molti nervi del sistema nervoso centrale e periferico. Senza la mielina i nervi non riescono a condurre un impulso, portando a una crescente disabilità mentre la distruzione della mielina continua a crescere e a intensificarsi.
Nel trattamento dell'ALD che prevede l'utilizzo dell'olio di Lorenzo si raccomanda l'assunzione più limitata possibile di acido carbocerico.